# Francisco Antonio Pacheco Fernández

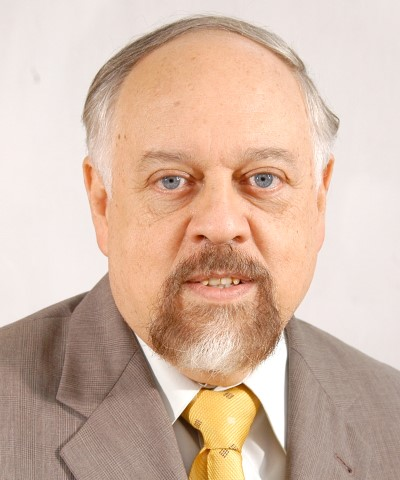
Francisco Antonio Pacheco

Francisco Antonio Pacheco Fernández (* 1940 in Alajuela) ist ein ehemaliger costa-ricanischer Politiker und Diplomat.

## Leben
Er wurde an der Universität Straßburg zum Doktor der Philosophie und der Politikwissenschaft promoviert. Von 1982 bis 1985 war er Botschafter in Rom sowie in Belgrad und als erster costa-ricanischer Botschafter bei Enver Hoxha in Tirana akkreditiert. Von 1986 bis 1990 war er in der Regierung Óscar Arias Sánchez Bildungsminister. Von Juli 2003 bis 2010 war er Vorsitzender der Partido Liberación Nacional. Von 2006 bis 2010 war er Abgeordneter und Vorsitzender der Legislativversammlung von Costa Rica. Als Óscar Arias Sánchez im August 2009 an der Pandemie H1N1 2009/10 erkrankte, war er entsprechend der Verfassung geschäftsführender Staatspräsident.

## Veröffentlichungen
- Introducción a la Teoría del Estado, 2007[3]